# Ventress
Ventress est une census-designated place de la paroisse de la Pointe Coupée, en Louisiane, aux États-Unis. 